# Кокиче
Коки́че (болг. Кокиче) — село в Кирджалійській області Болгарії. Входить до складу общини Кирджалі.

## Населення
За даними перепису населення 2011 року у селі проживали 106 осіб, з них 101 особа (98,1%) — турки.
Розподіл населення за віком у 2011 році:
Динаміка населення: